# Уряди центральні і надвірні Великого князівства Литовського
Уряди центральні і надвірні Великого князівства Литовського — загальнодержавні і надвірні посади 14—18 століть. 
Система урядів (див. Урядник) значною мірою формувалася подібно до того, як це відбувалося у Королівстві Польському, про що свідчить 10-й артикул Городельського привілею 1413 року, однак зі значним впливом давньоруської традиції та, можливо, Тевтонського ордену. Більшість загальнодержавних урядів трансформувалися із урядів великокнязівського двору. На відміну від Королівства Польського двірська урядницька система сформувалася незалежно від структури управління центральної землі, яка витворилася значно пізніше, і не без впливу коронної традиції.
Перші великокнязівські уряди — маршалка господарського, писаря і конюшого — з'явилися наприкінці 14 ст. За часів великого князя литовського Вітовта виникли уряди маршалка великого, чашника, кухмістра, підчашого, канцлера, підскарбія і, можливо, підкоморія. За короля польського і великого князя литовського Казимира IV Ягеллончика усталилися уряди крайчого, ловчого, підконюшого, підскарбія двірного, підстолія, скарбного, стольника, пізніше (на взірець коронних) з'явилися уряди двох референдарів, писаря польного, підканцлера, а також цілком нові — хорунжі великий та надвірний (1499, 1501) і мечник (1496). 
Частина цих урядів періодично не функціонувала (напр., хорунжий, підкоморій) або ж узагалі ліквідовувалася (напр., маршалок господарський, підконюший, писар дворів господарських). Упродовж 17—18 ст. постали нові уряди, напр., обозний великий, стражник, генерал артилерії, войський, пивничий. Кілька урядів не прижилися та були зліквідовані, наприклад, мостовничий чи восковничий.
Більшість урядників призначалися великим князем, хоч частина з них, пов'язані з канцелярією, залежали від розпоряджень канцлера чи підканцлера. Надавчі повноваження мав і гетьман щодо частини урядів, які перебували в його підпорядкуванні.
Призначення великого князя були пожиттєвими. Урядники могли відмовитися від своїх повноважень лише із власної волі або у випадку іншого, рівнозначного чи вищого, призначення. До 1569 року вищі посадовці, зазвичай, поєднували у своїх руках кілька урядів. Усупереч пізнішій забороні подібної практики й надалі траплялися випадки поєднання центральних урядів із земськими або ж військових урядів із сенаторськими.
Подвійні номінації серед центральних урядників траплялися досить рідко, і, як правило, суперечки поміж номінантами вирішувалися королем на користь того, чий привілей був отриманий раніше. Існував подвійний комплект урядників 1705—1709 років за Станіслава-Болеслава Лещинського.
Ієрархія урядів не була усталеною і з часом зазнавала суттєвих змін. Так, міністерські уряди 1569 року формально перебували наприкінці сенаторського списку, а 1768 року конституція сеймова розташовує їх одразу за біскупами і воєводами. Відповідно до цієї конституції, категорію вищих урядників становили: секретарі духовний і світський, референдарі духовний і світський, підкоморій, писар великий, підскарбій надвірний, хорунжий, мечник, конюший, кухмістр, стольник, підчаший, крайчий, підстолій, чашник, ловчий, писар польний, стражник і обозний. Серед урядників двірських фігурують: інстигатор, хорунжий надвірний, підконюший, ловчий надвірний, стражник польний і обозний польний.